# Linje 12 (Göteborgs spårvägar)
Linje 12 är en spårvagnslinje i Göteborg som idag inte trafikeras med ordinarie trafik. I nuläget uppbärs linjenummer 12 av Ringliniens vagnar på Lisebergslinjen med svarta siffror på vit botten. Företrädesvis vit/röda destinationsskyltar, men även vit/gröna förekommer.

## Linjehistorik

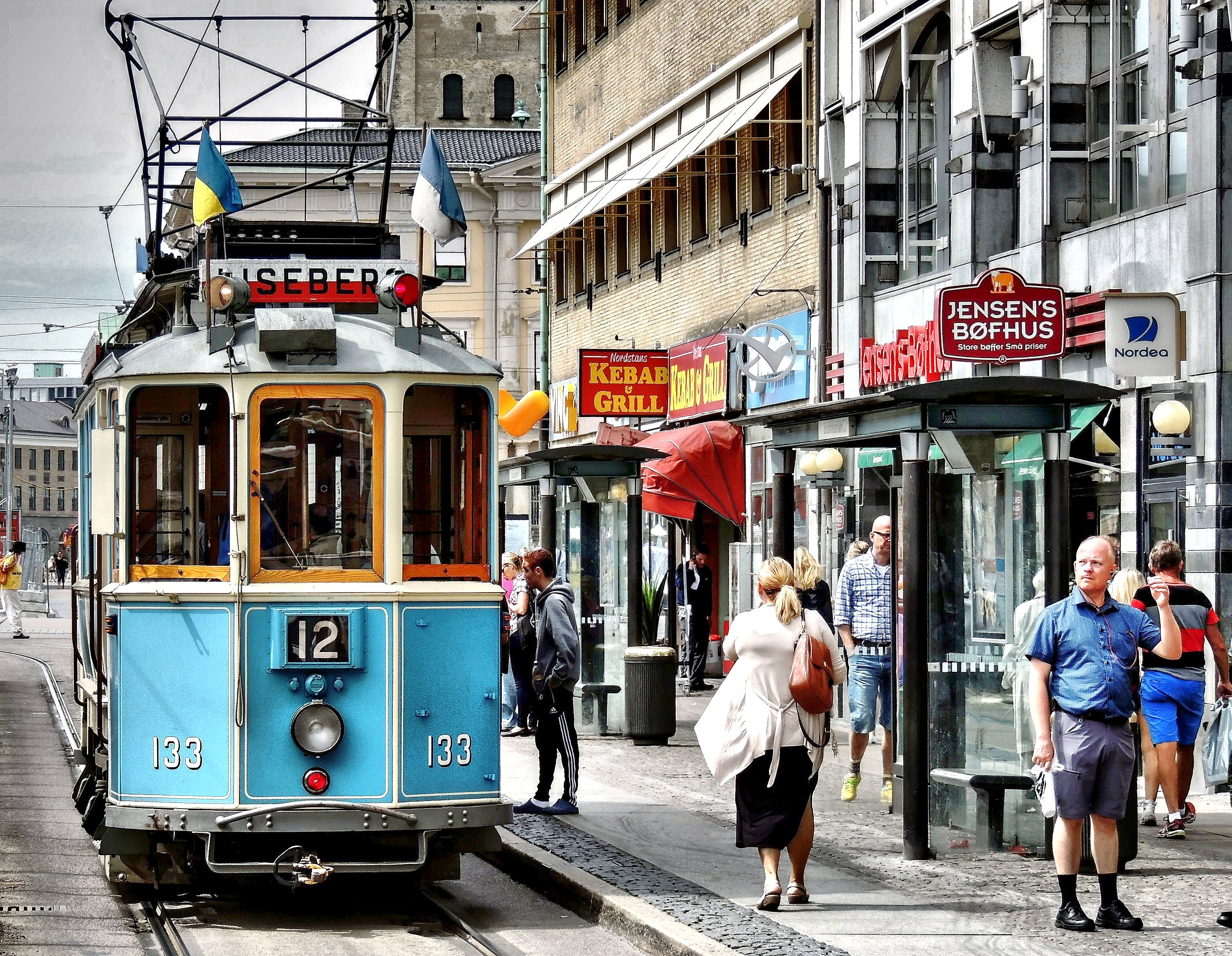
Idag bärs linjenummer 12 av Ringliniens vagnar på Lisebergslinjen.

I historien har linje 12 förekommit under två perioder , dock aldrig som långvarig permanent linje. Första gången var under jubileumsutställningen 1923 då linje 12 gick från Bergslagsbanans station via Götaplatsen och till Korsvägen. Linjen hade rödvita destinationsskyltar "BERGSLAGSGATAN" och "UTSTÄLLNINGEN". Linjen lades ned när utställningen stängdes i oktober 1923.
Den andra inkarnationen av linje 12 var en ren förstärkningslinje för att klara av passagerarströmmen till Liseberg. Den öppnades 1939 och gick från Sannaplan till Korsvägen via Bangatan och Vasagatan. Linjen trafikerades vid behov fram till och med sommaren 1954. Under de sista två åren gick linje 12 till en slinga utanför Lisebergs huvudentré istället för Korsvägen.

## Framtid
När spårvagnsspåren till Lindholmen öppnas 14 december 2025 så kommer nya linje 12 införas mellan Lindholmen och Mölndal via Skånegatan. Den kommer att ersätta linje 2 mellan Centralstationen och Mölndal.